# Sunset Homes Attackers Football Club
O Sunset Homes Attackers Football Club é um clube de futebol com sede em The Valley, Anguilla. Foi fundado no ano de 1978.
O clube é patrocinado pela empresa de hotéis Sunset Homes; além disso, o dono da empresa (Ian Edwards) atua como jogador-treinador na equipe.

## Títulos
- AFA Senior Male League: 1998–99, 2007–08, 2008–09 e 2012–13
- AFA League Cup: 2008–09
- AFA President's Cup: 2013
- AFA Knock-out Cup: 2007–08 e 2013
- AFA Soccerama: 2002